# Baller
»Baller« je pesem avstrijskega dueta Abor & Tynna, s katero bosta zastopala Nemčijo na Pesmi Evrovizije 2025. Pesem sta napisala skupaj z Alexandrom Hauerjem.

## Ozadje
Leta 2024 je bilo objavljeno, da bo oddaja Chefsache ESC 2025 - Wer singt für Deutschland? služila, kot nacionalni izbor za Pesem Evrovizije 2025. Za predsednika žirije so izbrali Stefana Raaba. Po številnih slabših uvrstitvah v preteklih letih sta nemški televizijski hiši ARD in RTL združili moči z Raabom, da bi pomagali izbrati novega kandidata. Na tekmovanje se je prijavilo skoraj 3300 tekmovalcev.

### Chefsache ESC 2025 - Wer singt für Deutschland?
Leta 2025 sta sodelovala v oddaji Chefsache ESC 2025 - Wer singt für Deutschland?, nemškem nacionalnem izboru za Pesem Evrovizije 2025. Na izboru se je predstavilo 24 tekmovalcev, ki so izvajali priredbe pesmi in lastne avtorske pesmi. V finalu, ki je potekal 1. marca sta zmagala s pesmijo »Baller«. Prejela sta 34,9% vseh telefonskih glasov, 3% več kot druga uvrščena Lyza. Tünde Bornemisza je pela edino povsem nemško pesem na izboru, na violončelu jo je spremljal brat Attila. Njun nastop je vključeval tudi uničenje violončela. Njuna skladba je prva po letu 2007, ki bo bila odpeta v nemškem jeziku na tem tekmovanju.
Tekmovanje za Pesem Evrovizije 2025 bo potekalo v St. Jakobshalle v Baslu v Švici in bo sestavljeno iz dveh polfinalov, ki bosta potekala 13. in 16. maja, ter finala 17. maja 2025. Nemčija je članica skupine Velikih 5 ter je samodejno uvrščena v finale tekmovanja.